# Benjamin List
Benjamin List (født 1. januar 1968), også kendt som Ben List, er en tysk kemiker, der er en af direktørerne på Max Planck Institute for Coal Research og professor i organisk kemi på Universität zu Köln. Han er medudvikler af organokatalyse, der er en metode til at accelerere kemiske reaktioner og gøre dem mere effektive. I 2021 modtog han nobelprisen i kemi sammen med David MacMillan "for udviklingen af asymmetrisk organokatalyse".